# Хэнсон, Джимми
Джеймс Хэ́нсон (англ. James Hanson; 6 ноября 1904 года, Манчестер, Англия — дата и место смерти неизвестны), более известный как Джи́мми Хэ́нсон (англ. Jimmy Hanson) — английский футболист, нападающий.

## Клубная карьера
Джимми Хэнсон начал свою карьеру, играя в качестве любителя за местные клубы, такие как «Брэдфорд Пэриш Черч» и «Стейлибридж Селтик», в Чеширской лиге. В декабре 1922 года в редакцию газеты Manchester Football News поступило письмо, в котором Хэнсона рекомендовали в «Манчестер Юнайтед». После нескольких просмотров, в мае 1924 года Хэнсон подписал с «Юнайтед» (выступавшем на тот момент во Втором дивизионе Футбольной лиги) свой первый профессиональный контракт. Нападающий дебютировал за новую команду 15 ноября того же года в матче лиги против «Халл Сити». «Красные» победили со счётом 2:0, при этом Хэнсон отметился голом. Несмотря на это, он не сразу получил прочное место в основе, на протяжении следующих двух сезонов сыграв лишь в 48 матчах команды из 94.
Регулярно выходить на поле Хэнсон начал в сезоне 1927/28, завершив его с 14 голами (второй результат в команде после Джо Спенса), четыре из которых забил в матче Кубка Англии 15 января в ворота «Брентфорда». В следующем сезоне Хэнсон стал единственным игроком «Юнайтед», принявшим участие во всех 42 матчах Второго дивизиона, а 20 забитых им мячей сделали его также и лучшим бомбардиром команды.
25 декабря 1929 года в матче против «Бирмингем Сити» Хэнсон получил перелом малоберцовой кости, что вынудило его преждевременно завершить карьеру в 1931 году.

## Статистика выступлений
| Клуб              | Сезон            | Лига | Лига | Кубок Англии | Кубок Англии | Итого | Итого |
| Клуб              | Сезон            | Игры | Голы | Игры         | Голы         | Игры  | Голы  |
| ----------------- | ---------------- | ---- | ---- | ------------ | ------------ | ----- | ----- |
| Манчестер Юнайтед | 1924/25          | 3    | 3    | 0            | 0            | 3     | 3     |
| Манчестер Юнайтед | 1925/26          | 24   | 5    | 2            | 0            | 26    | 5     |
| Манчестер Юнайтед | 1926/27          | 21   | 5    | 1            | 0            | 22    | 5     |
| Манчестер Юнайтед | 1927/28          | 30   | 10   | 5            | 4            | 35    | 14    |
| Манчестер Юнайтед | 1928/29          | 42   | 19   | 1            | 1            | 43    | 20    |
| Манчестер Юнайтед | 1929/30          | 18   | 5    | 0            | 0            | 18    | 5     |
| Всего за карьеру  | Всего за карьеру | 138  | 47   | 9            | 5            | 147   | 52    |

Источник:
- Andrew Endlar. Jimmy Hanson (англ.). Stretfordend.co.uk. Дата обращения: 11 сентября 2015.